# Colletes capitatus
Colletes capitatus är en biart som beskrevs av Metz 1910. Colletes capitatus ingår i släktet sidenbin, och familjen korttungebin. Inga underarter finns listade i Catalogue of Life.